# Alcathoe pepsioides
Alcathoe pepsioides is een vlinder uit de familie wespvlinders (Sesiidae), onderfamilie Sesiinae.
Alcathoe pepsioides is voor het eerst wetenschappelijk beschreven door Engelhardt in 1925. De soort komt voor in het Nearctisch gebied.